# Leipsic (Ohio)
Leipsic és una població dels Estats Units a l'estat d'Ohio. Segons el cens del 2000 tenia 2.236 habitants.

## Demografia
Segons el cens del 2000, Leipsic tenia 2.236 habitants, 819 habitatges, i 559 famílies. La densitat de població era de 268,1 habitants per km².
Dels 819 habitatges en un 34,4% hi vivien nens de menys de 18 anys, en un 51,6% hi vivien parelles casades, en un 12% dones solteres, i en un 31,7% no eren unitats familiars. En el 28,3% dels habitatges hi vivien persones soles el 16,4% de les quals corresponia a persones de 65 anys o més que vivien soles. El nombre mitjà de persones vivint en cada habitatge era de 2,6 i el nombre mitjà de persones que vivien en cada família era de 3,22.
Per edats la població es repartia de la següent manera: un 27,3% tenia menys de 18 anys, un 8,1% entre 18 i 24, un 25,2% entre 25 i 44, un 18,1% de 45 a 60 i un 21,3% 65 anys o més.
L'edat mediana era de 38 anys. Per cada 100 dones de 18 o més anys hi havia 85,1 homes.
La renda mediana per habitatge era de 36.250 $ i la renda mediana per família de 42.798 $. Els homes tenien una renda mediana de 31.743 $ mentre que les dones 20.208 $. La renda per capita de la població era de 16.029 $. Aproximadament el 5,6% de les famílies i el 14,7% de la població estaven per davall del llindar de pobresa.

## Poblacions més properes
El següent diagrama mostra les poblacions més properes.